# Engst
Engst (Eigenschreibweise ENGST) ist eine deutsche Rockband, die 2015 in Berlin gegründet wurde. Die Band spielt eine Mischung aus Rock, Pop und Punk mit deutschsprachigen Texten.

## Geschichte
Nach der Teilnahme an der Castingshow „Die Band“, bei der damals auch Alexander Köhler, Tim Eden und Yuri Cernovolov antraten, entschied sich der Gewinner Matthias Engst gegen den Major-Label-Vertrag und gegen die weitere Zusammenarbeit mit der gecasteten Band „Van Royals“, um stattdessen eine eigene Band nach seinen Vorstellungen aufzubauen. Die Band Engst wurde 2015 von Matthias Engst, Yuri Ceronovolov, Alexander Köhler, Ramin Tehrani, Tim Eden, Kevin Heidenreich und Thommy Haine ins Leben gerufen. Nach einem Jahr der Findungsphase und mehreren kleinen Konzerten verließ Tim Eden die Band. In Eigenregie produzierte die Band Musikvideos und die erste EP ENGST. Kurz danach stieg Kevin Heidenreich aus. Die Band entschied sich, mit nur einer Gitarre weiterzumachen.
Nachdem die Band Engst Angebote von Major Labels abgelehnt hatte, um weiterhin selbstbestimmt ihren eigenen Weg gehen zu können, gelang der Kontakt zu der Indie-Plattenfirma Arising Empire durch die Band Massendefekt. Arising Empire nahm die Band im November 2017 unter Vertrag. Im Dezember 2017 erfolgte die Wiederveröffentlichung der EP ENGST unter Arising Empire. Es folgte die erste Support-Tour mit Serum 114. Im Frühjahr 2018 ging die Band ins Studio und nahm ihr Debütalbum auf. Am 26. Oktober 2018 erschien das Album Flächenbrand. Kurz darauf stieg Alexander Köhler aus und wurde durch Chris Wendel ersetzt. 2018/2019 folgten Support-Touren mit Massendefekt, Betontod und Rogers.
Ende 2019/Anfang 2020 spielte die Band Engst ihre ersten Headliner-Touren durch Deutschland, Österreich und die Schweiz. Ende 2020 bringt die Band ihr zweites Album Schöne neue Welt raus, dass auf Platz 20 der offiziellen Deutschen Album-Charts landet. 2021 erscheint die EP Vier Gesichter mit fünf Songs. Im Sommer 2022 spielt die Band mit der Schöne neue Sommer Tour ihre dritte Headlinertour.
Das Dritte Album der Band Engst ist im Oktober 2023 erschienen und trägt den Titel "Irgendwas ist immer". Das Album belegt Platz 14 der offiziellen Deutschen Album-Charts und ist somit das zweite Top 20 Album der Band. Die Band Engst ist ab November 2023 mit dem neuen Album auf Tour durch Deutschland, Österreich und der Schweiz.

## Stil
Zumeist wird mit eingängigen Texten und Melodien gearbeitet, sodass die Tendenzen zum Punkrock bzw. zur Rockmusik klar zu erkennen sind. Dennoch kann der Musikstil nicht vollständig in ein bestimmtes Genre eingeordnet werden, was nicht zuletzt die Bandmitglieder selbst als spannend empfinden. Da fast alle Musiker zuvor in Punkbands gespielt hatten oder zumindest mit Punkmusik Erfahrung gemacht haben, lassen sich auch entsprechende Elemente, wie in einigen Songs anzutreffende konfrontative Texte und das Ausüben von Gesellschaftskritik finden. Inhaltlich äußert die Band mit ihren Texten nicht selten ihre eindeutige Meinung zu bestimmten Themen. Ob mit dem Lied Raketen auf Spatzen, in dem sich Engst gegen den Rechtsextremismus, Faschismus und die Fremdenfeindlichkeit richtet (welches als „dauerhaftes Thema“ innerhalb der Band gesehen wird) oder mit dem Lied Optimisten, in dem die auf Technik fixierte, gefühlskalte Gesellschaft kritisiert wird.
Auch die eigene Vergangenheit wird in den Texten beleuchtet, unter anderem die Abrechnung von Matthias Engst in Ein Sommer in den Charts mit dem Konzept von Musik-Castingshows, die er bei „Die Band“ miterlebte, und dem schnelllebigen und kurzweiligen Profitgeschäft im Musikbusiness. Aber auch die gängigen Themen wie Liebe, Freundschaft, Trennung und die Erinnerung an die eigene Jugendzeit, spielen bei Engst innerhalb von Ist mir egal, Träumer und Helden und Auf die Freundschaft eine wichtige Rolle. Da eine Einordnung der Gruppe in ein Musikgenre nicht mit einem eindeutigen Ergebnis vorzunehmen ist, fällt auch das Finden von Bands mit einem ähnlichen Stil schwer. Oft spielt Engst zu weiche Musik, um Punkrockbands wie den Rogers zu ähneln, aber andererseits lassen die schnellen, rockig klingenden Songs der Band ebenso keine große Parallelen wie zum Beispiel zu Johannes Oerding oder zu Max Giesinger ziehen. Die häufigsten Vergleiche werden zu Massendefekt gezogen, da die gespielte deutsche Rockmusik und der Pop-Punk sich an einigen Stellen ähnelt.
Letztlich ist die Schwere der Beschreibung des Musikstils ein Resultat daraus, dass Engst sich diesbezüglich bewusst nicht entscheiden will. Nicht zuletzt betont Frontmann Matthias Engst dies in seiner Aussage „kein Musikpolizist werden zu wollen, sondern für alles offen zu sein“. Die Band Engst sticht schließlich mit ihren emotionalen Liveshows und ihrer dortigen Nähe zum Publikum hervor.

## Werte
Selbstbestimmtheit und Freiheit stehen bei den Bandmitgliedern von Engst an erste Stelle, besonders wenn es um die Musik geht. Ohne vorgeschriebene Texte oder Kompositionen wollen die Musiker auch weiterhin auskommen, um nach den eigenen Vorstellungen Musik machen zu können. Man will weiterhin publikumsnah und geerdet bleiben. Ein Aushängeschild dafür ist unter anderem Matthias Engst, der neben seinem Beruf als Musiker weiterhin halbtags noch als Sozialarbeiter arbeitet. Was auch oft bei den Konzerten hervorgehoben wird, ist eine klare Distanzierung gegen jede Art von Fremdenhass, Rassismus, Faschismus und Diskriminierung. Auch der Einfluss auf die oben genannten Stereotype von rechten Parteien wird von Engst kritisiert. Trotz dieser Einstellung will die Gruppe nicht als „politische Band“ gesehen werden, jedoch will und wird man über die Plattform der Musik weiterhin die klare eigene Meinung kundtun und auf politische und gesellschaftliche Missstände hinweisen.

## Diskografie

### Alben
- 2018: Flächenbrand
- 2020: Schöne neue Welt
- 2023: Irgendwas ist immer

### EPs
- 2017: Engst
- 2021: Vier Gesichter

### Singles
- 2019: Unsere Kneipe
- 2021: Dunkelheit
- 2021: Raumschiff
- 2021: Au Revoir
- 2021: Gute Jahre
- 2022: Immer noch am Leben
- 2022: Scheiß Liebeslieder
- 2022: Hast du vielleicht (Sondaschule-Cover)
- 2023: Was wäre wenn
- 2024: Herr Meier Von Der AfD
- 2024: Alle wollen Alles
- 2025: Denker und Dichter

### Musikvideos
- 2017: Hymne der Verlierer
- 2017: Ohne Dich
- 2017: Lila Wolken (Marteria-Cover)
- 2017: Auf die Freundschaft
- 2017: Zeit was zu bewegen
- 2018: Optimisten
- 2018: Der Moment
- 2019: Ich steh wieder auf
- 2019: Ist mir egal
- 2020: Träumer und Helden
- 2020: Der König
- 2020: Unsere Kneipe
- 2020: Wieder da
- 2020: Mein Problem
- 2020: Schöne neue Welt
- 2020: Alle tragen schwarz
- 2020: Schlechtes Gewissen
- 2020: Soll der Teufel
- 2021: Keinen Meter (feat. Evergreen Terrace)
- 2021: Dunkelheit
- 2021: Raumschiff
- 2021: Au Revoir
- 2021: Au Revoir (Pianoversion)
- 2021: Gute Jahre
- 2021: Zu Hause (Pianoversion)
- 2022: Immer noch am Leben
- 2022: Hast du vielleicht (Sondaschule-Cover)
- 2022: Scheiß Liebeslieder
- 2023: Was wäre wenn
- 2023: Geschichte schreiben
- 2023: Drei Uhr Nachts
- 2023: Umtausch ausgeschlossen
- 2023: Kopf Hoch
- 2023: Wir werden alle sterben
- 2024: "Herr Meier von der AfD"